# Mucronia
Genre
Mucronia est un genre de collemboles de la famille des Isotomidae.

## Liste des espèces
Selon Checklist of the Collembola of the World (version du 3 septembre 2019) :
- Mucronia enigmatica Fjellberg, 2010
- Mucronia fjellbergi Potapov & Babenko, 2014

## Publication originale
- Fjellberg, 2010  : Cryophilic Isotomidae (Collembola) of the Northwestern Rocky Mountains, U.S.A. Zootaxa, no 2513, p. 27-49.